# JR西日本ファーストキャビン
株式会社JR西日本ファーストキャビン（ジェイアールにしにほんファーストキャビン）は、かつて東京都千代田区に本社を置いていた日本のホテル運営会社。西日本旅客鉄道（JR西日本）とファーストキャビン（2006年創業、2020年4月24日破産）が設立した合弁会社。JR西日本の鉄道営業エリアを中心に「ファーストキャビン・ステーション」のブランド名で、キャビンスタイルの簡易宿所（カプセルホテル）を営業していた。

## 概要
JR西日本グループは、ホテルチェーンとして、ほかに、JR西日本ホテルズが運営するホテルグランヴィアとホテルヴィスキオ by GRANVIA、ジェイアール西日本デイリーサービスネットとJR西日本ヴィアインが運営するヴィアインを展開しているが、同社は訪日外国人旅行客などを対象とした、ヴィアインよりもさらに低価格志向のホテルチェーンとして、2017年2月1日に設立された。
2020年4月16日、JR西日本とファーストキャビンは、「設立以降のビジネスホテル供給増による宿泊単価低下を主要因とし、計画未達が継続していること」を理由としてJR西日本ファーストキャビンの解散を決定した。解散時期は協議中。京都梅小路店とあべの荘店は既に閉館しており、いずれの施設も開業以来、稼働率や客室単価は目標に届いていなかった。和歌山店は2023年12月12日にTHE S3(エスリー)和歌山駅としてリブランドされた。。あべの荘店は、JR西日本不動産開発によりシェアオフィスワークスペース阿倍野松崎町に改装された。

## ファーストキャビン・ステーション
- ファーストキャビンステーションあべの荘（大阪府大阪市阿倍野区）
2017年10月開業、2020年4月5日営業終了[4][5]。跡地は、設置されていたキャビンを活かす形で、JR西日本不動産開発によりシェアオフィス「ワークスペース阿倍野松崎町」が2020年11月2日オープン。
- ファーストキャビンST. 京都梅小路　RYOKAN（京都府京都市下京区) - 2019年3月開業、2020年3月末営業終了[4][5]。
- ファーストキャビンステーション和歌山駅（和歌山県和歌山市、ホテルグランヴィア和歌山内） - 2018年8月開業、2020年4月8日から当面の間休業されていたが、2023年12月12日にTHE S3(エスリー)和歌山駅としてリブランドオープン[5]。